# Federico Norcia
Federico Norcia (Lugo, 31 marzo 1904 – Modena, 13 luglio 1985) è stato uno scacchista italiano.

## Biografia
Di professione avvocato, ottenne il titolo di Maestro nel 1931.
Partecipò a oltre 50 tornei magistrali nazionali e internazionali.
Nel 1952 vinse a Ferrara, alla pari con Vincenzo Castaldi e Alberto Giustolisi, il 15º Campionato italiano.
Nel 1960 si classificò pari primo con Guido Cappello e Alberto Giustolisi nel 21º Campionato italiano di Perugia, ma il titolo venne assegnato a Cappello per spareggio tecnico Bucholtz.
Prese parte con la nazionale italiana a quattro olimpiadi degli scacchi: Folkestone 1933, Monaco 1936, Amsterdam 1954, L'Avana 1966, con buoni risultati.
Altri successi furono i seguenti:
- 1930: 1º a Brindisi
- 1950: 1º a San Marino
- 1960: 2º a Imperia, dopo Giorgio Porreca
- 1960: 3º a Napoli, dopo Porreca e Stefano Tatai
- 1977: vince a Trento il Campionato italiano seniores

Fu vicesegretario generale del Comune di Reggio Emilia, poi segretario generale dei Comuni di Sanremo, Trento e Modena.